# Музыкальные сезоны
Международный конкурс-фестиваль «Музыкальные сезоны» (англ. International Competition-Festival "Musical Seasons") — известное международное музыкальное академическое конкурсное мероприятие, регулярно проводящееся в Европе, объединяющее академических музыкантов из стран Европы и СНГ, с ориентиром на международную культурную кооперацию соотечественников, проживающих за рубежом.
Регулярно проводится с 2011 года в городах Прага, Будапешт, Вена, Рим, Мадрид, Берлин, Копенгаген и др. при организационном содействии Федерального агентства по делам Содружества Независимых Государств, соотечественников, проживающих за рубежом, и по международному гуманитарному сотрудничеству и организован пианистами Филиппом Субботиным, Петером Топерцзером и Рустамом Шайхутдиновым.

## Номинации
Конкурсная программа фестиваля предусматривает следующие номинации:
- Фортепиано
- Скрипка
- Аккордеон
- Вокал
- Камерный ансамбль (фортепианный дуэт)
- Ансамбль аккордеонистов[15]

С 2016 года в фестивале могут также принимать участие музыканты — любители, для которых предусмотрена отдельная номинация. Участниками являются, как правило, академические музыканты из стран Восточной Европы (Чехия, Латвия, Австрия, Польша) и России (в первую очередь — Москва, Уфа, Магнитогорск, Оренбург).

## История конкурса — фестиваля
Первый международный конкурс — фестиваль «Музыкальные сезоны» состоялся в Праге в 2011 году. В течение следующих лет мероприятие проводилось как в Праге (I—III, X), так и в других городах Европы — в Будапеште (IV — памяти Ф. Листа), в Вене (V — памяти Й. Гайдна), в Мадриде (VI — памяти С. Рахманинова), в Риме (VII — памяти А. Рубинштейна), в Копенгагене (VIII), в Берлине (IX — памяти П. Чайковского). В 2016 году пройдет XI по счету фестиваль в городах Будапешт и Дьёр, и будет посвящён памяти Моцарта.
В состав жюри конкурса входили такие известные восточноевропейские и российские музыканты, как Ирина Кондратенко, Петер Топерцзер, Владимир Зубицкий, Анджей Смолик, Яромир Замечник, Ираклий Гвенцадзе, Раджап Шайхутдинов и другие.

## Поддержка
Мероприятия конкурса-фестиваля осуществляются при информационной и организационной поддержке центров представительств Россотрудничества — центров русской науки и культуры в городах, где проводятся мероприятия; а также — при непосредственном участии некоммерческих организаций — Благотворительного Фонда «Служенье Муз», учредитель которого, Рустам Шайхутдинов, является постоянным членом жюри и оргкомитета фестиваля, и агентства ART DUO Филиппа Субботина.